# حمام جلفا
حمام جلفا مربوط به دوره قاجار است و در جلفا، جنب اداره گمرک واقع شده و این اثر در تاریخ ۱ آذر ۱۳۷۸ با شمارهٔ ثبت ۲۵۲۰ به‌عنوان یکی از آثار ملی ایران به ثبت رسیده است.